# مارگارت کلی
مارگارت جورجیا کلی (۵ اکتبر ۱۹۰۶ – ۵ مه ۱۹۶۸) داروشناس آمریکایی بود که در زمینهٔ داروشناسی داروهای مورد استفاده در شیمی‌درمانی سرطان، سرطان‌زایی، و محافظت شیمیایی در برابر تابش و عوامل الکیله‌کننده تخصص داشت. مارگارت کلی پژوهشگر ارشد در آزمایشگاه داروشناسی شیمیایی مؤسسه ملی سرطان بود.

## سال‌های آغازین و تحصیلات
مارگارت جورجیا کلی در سال ۱۹۰۶ در مینیاپولیس به دنیا آمد. او بین سال‌های ۱۹۲۳ تا ۱۹۲۷ در دانشگاه مینه‌سوتا تحصیل کرد. وی در حین کار در مؤسسه ملی سرطان (NCI)، تحصیلات خود را در دانشگاه جورج واشینگتن ادامه داد. او در سال ۱۹۴۱ مدرک کارشناسی در رشتهٔ شیمی، در سال ۱۹۴۵ مدرک کارشناسی ارشد در رشتهٔ زیست‌شیمی، و در سال ۱۹۵۱ مدرک دکتری در رشتهٔ داروشناسی را دریافت کرد. عنوان پایان‌نامهٔ کارشناسی ارشد او «نیازهای تغذیه‌ای یاخته‌های طبیعی و سرطانی: اثر یاخته‌های رشدیافتهٔ فیبروبلاست بر ترکیب محیط کشت» بود. پایان‌نامهٔ دکتری او در سال ۱۹۵۱ با عنوان «کنش‌های داروشناختی و جایگاه‌گیری زیستی پودوفیلوتوکسین و پیکروپودوفیلین» نگاشته شد.

## حرفه

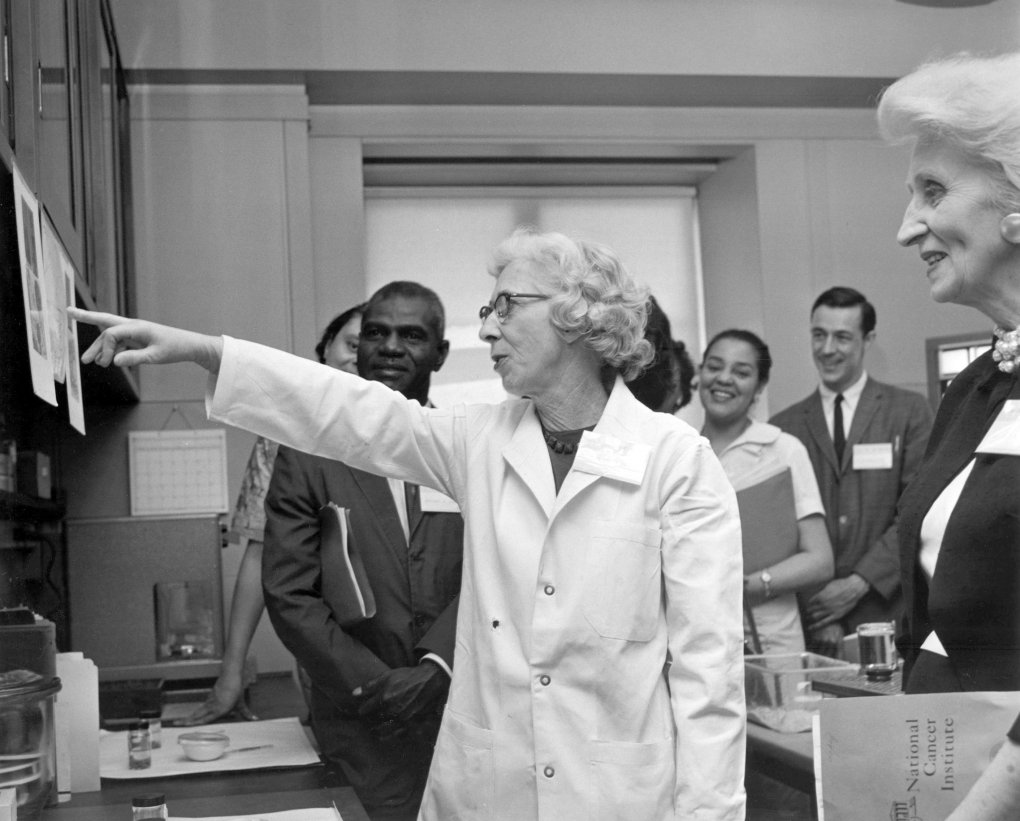
کلی در مؤسسه ملی سرطان

کلی ابتدا برای گروهی از آسیب‌شناسان در منطقهٔ واشینگتن کار کرد و سپس به مؤسسه تحقیقات ارتش والتر رید پیوست. او در سال ۱۹۴۰ به‌عنوان تکنسین پزشکی در آزمایشگاه آسیب‌شناسی به مؤسسه ملی سرطان (NCI) ملحق شد. در زمان مرگ، کلی پژوهشگر ارشد در آزمایشگاه داروشناسی شیمیایی بود.

### پژوهش
کلی به پژوهش در زمینهٔ داروشناسی داروهای مورد استفاده در شیمی‌درمانی سرطان، سرطان‌زایی، و محافظت شیمیایی در برابر تابش و عوامل الکیله‌کننده علاقه‌مند بود. او تمرکز خود را بر یافتن علل سرطان و داروهای مناسب برای مقابله با آن معطوف کرد. او یک کلونی میمون تأسیس کرد که این امکان را برایش فراهم آورد تا تومورها را در کشت سلولی پرورش دهد و حدود ۳۰۰۰ مادهٔ شیمیایی را بررسی کند تا تعداد اندکی ترکیب مؤثر برای درمان سرطان شناسایی کند.
پژوهش‌های او بر روی جانوران آزمایشگاهی نشان دادند که ترکیبات سولفیدریل ممکن است از طریق الگوی توزیعی خاصی که باعث تجمع بیشتر ترکیب محافظ در بافت‌های حساس نسبت به بافت‌های توموری می‌شود، در برابر سمیت حاصل از پرتوی ایکس و عوامل الکیله‌کننده محافظت ایجاد کنند. او همچنین نشان داد که موش‌های تازه متولدشده، به همان اندازه که در برابر مواد سرطان‌زای ویروسی حساس هستند، نسبت به مواد سرطان‌زای شیمیایی نیز حساس‌اند.
در مطالعات پایانی‌اش، کلی یکی از نخستین کلونی‌های پرورش میمون رزوس را در این حوزه برای بررسی سرطان‌زایی در نخستینیان تأسیس کرد. او از این جانوران برای تولید نخستین تومور ابتدایی قابل‌تکثیر در میمون‌ها استفاده کرد؛ توموری کبدی که با دی‌اتیل‌نیتروزآمین القا شده بود. این تومورهای کبدی القاشده، آلفا-فِتوپروتئینی تولید می‌کردند که با نوع انسانی در هپاتوم‌ها مشابه بود. کلی توانست این تومور را در محیط کشت سلولی پرورش دهد. او در همکاری با مایکل واکر، جراح مغز و اعصاب، روش‌هایی را برای سازگار کردن این تومور جهت رشد در مغز میمون به‌عنوان نوعی نئوپلاسم شبه‌متاستاتیک مغزی توسعه داد. این پژوهش، نمونه‌ای از تومور اولیهٔ کبدی برای آزمایش‌های شیمی‌درمانی فراهم کرد و همچنین الگوی مناسبی از تومور مغزی متاستاتیک برای مطالعات شیمی‌درمانی و داروشناسی در اختیار دانشمندان گذاشت.

## زندگی شخصی
کلی با همکار پژوهشگر خود، راجر دابلیو. اوگارا، آسیب‌شناس مؤسسه ملی سرطان ازدواج کرده بود و با او همکاری داشت. او در تاریخ ۵ مه ۱۹۶۸ در مرکز بالینی ان‌آی‌اچ بر اثر سرطان درگذشت.